# Blue Ridge Parkway

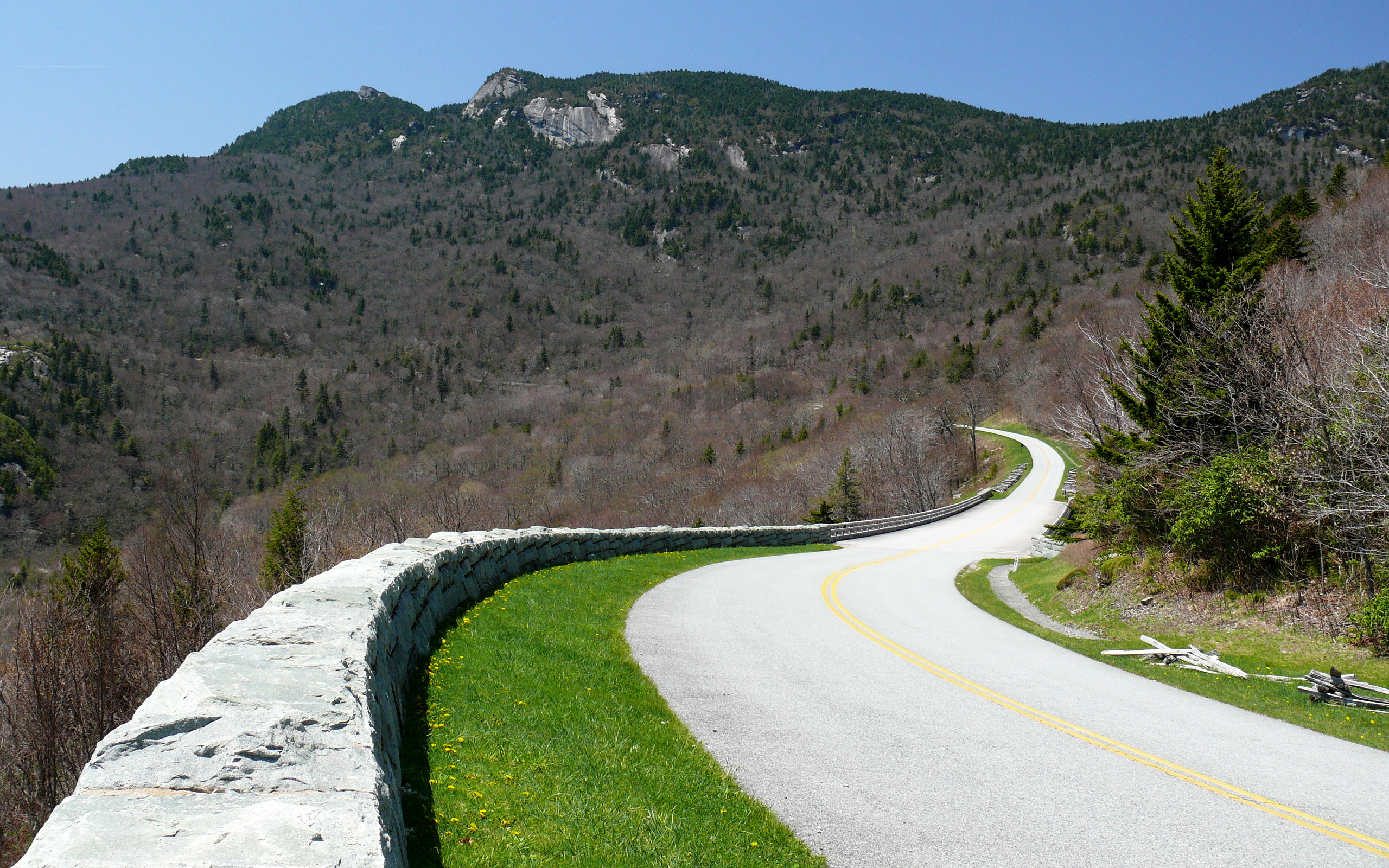
Vista della Blue Ridge Parkway

Il Blue Ridge Parkway è una strada panoramica situata negli Stati Uniti facente parte degli enti National Parkway e All-American Road, tra cui è nota per la sua bellezza paesaggistica.

## Geografia
La strada, che è il parco lineare più lungo d'America, si estende per 759 km attraverso 29 contee della Virginia e della Carolina del Nord (di cui è area protetta in entrambi gli stati), collegando lo Shenandoah National Park al Parco Nazionale delle Great Smoky Mountains. Corre per lo più lungo la spina dorsale della Blue Ridge, una catena montuosa che fa parte degli Appalachi.

## Omaggi
La strada è stata inserita il 22 giugno sul retro nella speciale produzione di monetine da 25 centesimi di dollaro dell'America the Beautiful.